# Rachel Elior
Rachel Elior (in ebraico רחל אליאור‎?) (Gerusalemme, 28 dicembre 1949) ricercatrice della filosofia e della religione ebraica, professore emerita di filosofia ebraica e misticismo presso l'Università Ebraica di Gerusalemme, in Israele.

## Biografia
Elior è professore emerita "John & Golda Cohen" di filosofia ebraica e pensiero mistico ebraico all’Università Ebraica di Gerusalemme, presso la quale insegna dal 1978. Attualmente dirige il Dipartimento del Pensiero ebraico. Ha conseguito il suo Ph.D. Summa cum laude nel 1976. Le sue specializzazioni sono il primo misticismo ebraico, i Rotoli del Mar Morto, la letteratura Hekhalot, il Messianismo, il Sabbatianismo, lo Chassidismo, e Chabad, Frankismo ed il ruolo delle donne nella cultura ebraica.
Elior è stata "visiting professor (professore invitato)" all'Università di Princeton, UCL, Yeshiva University, Università di Tokyo, Doshisha University a Kyoto, Case Western University a Cleveland, Università di Chicago e Università del Michigan.
Elior afferma che gli Esseni, presunti autori dei Rotoli del Mar Morto, non sono mai esistiti. Sostiene (come hanno fatto gli storici Lawrence Schiffman, Moshe Goshen-Gottstein, Chaim Menachem Rabin, e altri) che gli Esseni fossero in realtà i figli rinnegati di Zadok, casta sacerdotale bandita dal Tempio di Gerusalemme dai governatori greci del II secolo a.E.V.. Elior ipotizza che i rotoli furono portati via da costoro quando vennero scacciati. "A Qumran, furono scoperti i resti di una vasta biblioteca," asserisce Elior, "dove alcuni dei primi testi ebraici risalivano al secondo secolo prima dell'Era Volgare. Prima che venissero ritrovati i Rotoli del Mar Morto, la più antica versione dell'Antico Testamento risaliva al IX secolo dell'Era Volgare." Elior suppone che i rotoli fossero nascosti a Qumran per custodia e sicurezza, e afferma: "I rotoli attestano un retaggio sacerdotale biblico."
Elior è membro del consiglio direttivo internazionale del "New Israel Fund".

## Premi e onorificenze
Nel 2006, Elior ha ricevuto il Premio Gershom Scholem per la ricerca sulla Cabala dall'Accademia israeliana delle scienze e delle lettere.